# Astrální dvojník Gifforda Hillaryho
Astrální dvojník Gifforda Hillaryho, kniha s podtitulem Příběhy černé magie (v anglickém originále The Ka of Gifford Hillary: A Black Magic Story) je okultní román britského spisovatele a autora bestsellerů Dennise Yeatse Wheatleyho, který vyšel v roce 1956. Je to pátá kniha z autorovy dvanáctidílné série Black Magic.
Kniha s prvky detektivky, hororu a špionážního thrilleru vyšla česky v roce 1994 v nakladatelství Ivo Železný, přeložila ji Michaela Ponocná.

Děj se odehrává v časovém období od soboty 3. září do neděle 9. října 1955.
Velká Británie prochází krizí národní bezpečnosti. Sir Gifford Hillary je angažován v přísně tajných opatřeních proti hrozbě agrese ze strany Sovětského svazu v éře studené války. Avšak nebezpečí už je blíže, než tuší. Jedné teplé zářijové noci se totiž stane svědkem své vlastní vraždy.

## Postavy
- Angus McFarlane – hlavní inženýr u firmy Hillary-Compton, člen správní rady
- Ankaret – o 16 let mladší druhá manželka Gifforda Hillaryho, koketní žena
- Annibal William Fitz-Herbert Le Strange – čtrnáctý hrabě z Wiltshiru, vikomt Rochford a baron Blackmere, tchán Gifforda Hillaryho, člen správní rady u firmy Hillary-Compton
- Charles Toiller – sekretář a ředitel u firmy Hillary-Compton, člen správní rady, účetní expert
- Christobel – dvacetiletá dcera Gifforda Hillaryho z prvního manželství
- Edith – první manželka Gifforda Hillaryho z nižší třídy, je o tři roky starší od něj a má s ním dvě děti, má také pět sourozenců
- sir Gifford Hillary – protagonista příběhu, předseda správní rady firmy Hillary-Compton zabývající se stavbou lodí
- Harold – osmnáctiletý syn Gifforda Hillaryho z prvního manželství
- James Compton – generální ředitel u firmy Hillary-Compton, člen správní rady
- Martin Emsworth – starý známý Gifforda Hillaryho, pracuje na ministerstvu financí
- Silvers – majordomus a komorník Gifforda H.
- Tom Wilks – bratr Edith
- Mr. Wilks – otec Edith a dalších pěti potomků
- Johnny Norton – synovec Gifforda H.
- Sue Waldronová – dcera admirála Waldrona, přítelkyně Johnnyho Nortona
- Belton – mladý řidič Gifforda H.
- Betty Nortonová – nevlastní sestra Gifforda H., matka Johnnyho Nortona
- Owen Evans – Velšan, vědec, kterého zaměstnává Gifford H. u své firmy
- Mildred Mallowsová – osmnáctiletá služebná v domě Gifforda H.
- Eagers – starší muž, bývalý vrchní zahradník v panství Gifforda H.
- sir Tuke Waldron – penzionovaný admirál Royal Navy, komtur Řádu britského impéria, rytíř Řádu za statečnost, obchodní ředitel u firmy Hillary-Compton, člen správní rady
- sir Charles – ministr obrany Spojeného království
- inspektor Mallet
- seržant Haines
- dr. Culver – lékař přivolaný k ohledání těl
- pan Fisher – majitel pohřebního ústavu
- Eddie Arnold – právní zástupce Gifforda H.
- Ellen Sykesová – přítelkyně Beltona
- pan Sykes – otec Ellen
- Laurie Bullingdon – starý přítel Gifforda H.
- John a Alice Collierovi – přátelé Gifforda H.
- Archie – muž, který chodí za dcerou Gifforda H.
- komodor Benthorpe – letecký komodor, komtur Řádu britského impéria, rytíř Řádu za statečnost před nepřítelem, nadřízený Johnnyho Nortona
- Daisy Williamsová – médium, známá Johnnyho
- Desmond Chawton – důstojník RAF, bývalý milenec Ankaret
- Dennis Wheatley – autor zmíní v knize i sám sebe jako spisovatele detektivek
- Frothy Massingham – přítel Williama Le Strangea
- Wilfred Tibbits – člen Společnosti pro výzkum parapsychologických jevů
- Louis Mountbatten – vrchní velitel Královského námořnictva (První námořní lord)
- Maria – Polka, kuchařka a služebná na venkovském stavení sira Charlese
- Cowper – vesnický konstábl Hampshirského hrabství
- Lolla – mladá dívka, médium
- Jan Klinsky – Polák, bratranec Marie
- Glorie – přítelkyně řidiče sira Charlese
- Bert – řidič sira Charlese
- paní Burtonová – domácí Johnnyho Nortona
- Tinegate – velitel perutě, má na starost dohled nad Johnnym Nortonem během jeho zadržení
- Roco – Ankaretin bratr
- Watkins – inspektor tajné policie
- sir Bindon Bullock – právník, obhájce Gifforda H.
- Jean Nichollsová – osobní sekretářka Gifforda H.
- William Dickson – maršál Královského letectva

## Děj
Hlavní postavou románu je sir Gifford Hillary (přátelé mu říkají Giff), který vlastní firmu Hillary-Compton zabývající se již po generace stavbou lodí. Loděnice a sídlo firmy se nacházejí v Southamptonu. Gifford je předseda správní rady, v níž mají křeslo ještě James Compton, Angus McFarlane, Charles Toiller, admirál sir Tuke Waldron a Annibal William Fitz-Herbert Le Strange. S první manželkou Edith zplodil dceru Christobel a syna Harolda. Ač z rodiny, která měla blízko k námořnictvu, za II. světové války sloužil Hillary jako letec u RAF na Středním východě a poté v Indii a Barmě, kde byl sestřelen a zraněn. Roku 1943 se vrátil domů a nastoupil u rodinné firmy. Podruhé se oženil, pojal za choť o šestnáct let mladší Ankaret, atraktivní ženu, která dokázala přivádět muže k šílenství. Přebývá s ní na rodinném sídle, venkovském panství Longshot Hall v Lepe u Solentské úžiny s výhledem na ostrov Wight.
S Giffordem si sjedná schůzku ministr obrany Spojeného království sir Charles. Seznámí ho s vojensko-politickou situací v Evropě, kde čím dál více důležitější roli hraje jaderné zbrojení.
Sir Charles s premiérem a jeho vládním kabinetem podporují tzv. „Nový pohled“, strategii britských ozbrojených sil znamenající výrazné finanční škrty pro konvenční síly a budování termonukleární výzbroje. Stoupenci „Starého pohledu“, staří váleční jestřábi, admirálové námořnictva a jsou proti redukci ozbrojených složek. Ministr obrany chce po Giffordovi, aby se jeho firma zřekla kontraktu na nové lodě a on před veřejností prohlásil, že je v rozporu s „Novým pohledem“. Tím by mohl naklonit veřejné mínění na stranu příznivců „Nového pohledu“. Gifford to chápe a přislíbí spolupráci. Podaří se mu přesvědčit argumenty většinu správní rady. Jediným velkým odpůrcem je admirál Waldron.
Gifforda uvědomí Owen Evans, vědec zaměstnaný u Hillary-Compton, že dokončil vývoj paprsku smrti. Při prezentaci paprsek zasáhne Gifforda a zdánlivě ho zabije, ale jeho duše zůstane nezasažena. Z Giffa se stala astrální bytost, jakási obdoba ducha, která nedokáže manipulovat fyzickými předměty a pro ostatní (až na výjimky) je neviditelná. Motivem Evansovy vraždy byl milenecký poměr s Ankaret. Společně s ní se zbaví Giffova těla vhozením do Solentské úžiny. Ankaret po hádce s Evansem vezme do ruky tyč a ubije s ní vraha svého manžela. V tomto momentě Giff svou ženu lituje a nepřeje jí nic zlého. Ankaret pak napíše dopis na rozloučenou a vraždu Evanse nafinguje jako manželův zločin ze žárlivosti a smrt Giffa jako sebevraždu.
Po policejním ohledání odjede Johnny Norton – Giffův synovec – oznámit úmrtí do Londýna Giffově první ženě Edith. Neviditelný Hillary se sveze s ním a na místě pochopí, jak o něm smýšlejí jeho děti, které prakticky nevychovával. Dojde k hořkému uvědomění, že mínění, jaké choval sám o sobě, je zkreslené. Vyčítá si, že ve výchově potomků neprojevil větší angažovanost. Poté se vrátí za Johnnym, který se stýká s Daisy Williamsovou. Daisy je médium a dokáže zaregistrovat Giffovu přítomnost, ale odmítne s ním komunikovat. Johnny nevěří oficiální verzi o sebevraždě svého strýce a podezírá Ankaret, že něco tají. Přichytí ji při lži, když mu odmítla dát klíček od Giffordova stolu. Ve stole se nachází důkaz o jejím podílu na tragédii – cvičné črty pro napsání falešného dopisu na rozloučenou. Johnny klíček získá a obsah stolu odnese v kufru do svého pokoje. Poté odjede něco si zařídit. Ankaret mezitím jeho pokoj podpálí. Důkazy o jejím podílu shoří, ale Johnny už si je jist její účastí.
Mezitím proběhne pohřeb Gifforda Hillaryho v rodinné hrobce. Johnny, který čerpá dovolenou kvůli mimořádné situaci, naléhá na Daisy, aby mu pomohla s případem úmrtí strýce. Daisy uskuteční kontakt s astrálním dvojníkem Giffa, ale odmítá uvěřit, že je to on. Ví, že nejde o ducha a tudíž by sir Gifford nemohl být mrtvý. Sdělí však Johnnymu vzkaz od dvojníka, který ho přesvědčí, že je to opravdu Gifford. Na Longshot Hall se služebnictvu podaří najít kufr, který z hořícího pokoje zachránil řidič Belton. Není to však ten s osobními věcmi Gifforda Hillaryho. To ovšem lady Ankaret neví a při představě života stráveného za mřížemi spáchá sebevraždu, předávkuje se léky. Zbývající členové správní rady firmy Hillary-Compton v těchto turbulentních okamžicích stále nerozhodli o stanovisku ohledně kontraktu na lodě pro námořnictvo. V ostrém sporu jsou zejména Johnny Norton a admirál Tuke Waldron. Ten Johnnyho obviní z úniku tajných informací a zavaří mu u nadřízených. Johnny pro klid duše zkontroluje hrob svého strýce, ale nenajde nic podezřelého. Astrální bytost zatím pobývá v přítomnosti sira Charlese, kde nabyde přesvědčení, že ministru obrany hrozí riziko likvidace. Pak se vrátí do pohřbeného těla Gifforda v naději, že bude moct varovat sira Charlese a také zachránit svého synovce před vyšetřováním. Ke své hrůze zjistí, že se z rakve nedokáže dostat. Je pohřben zaživa. Je to nakonec Johnny, který Giffa z hrobky zachrání a vezme ho k sobě domů.
Gifford vyhledá sira Charlese, aby ho varoval před možností jeho zabití. Sir Charles poté zalarmuje policii. Předseda správní rady firmy Hillary-Compton je podezřelý z vraždy Evanse, spolu s ním je zadržen i Johnny Norton. Obžaloba pracuje s tezí, že sir Hillary dokázal díky znalostem nabytým v Indii po vraždě předstírat smrt a zmást tím i lékaře. Johnny mu měl nosit do hrobky jídlo a pití a být mu nápomocný ve zločinu. Situace se jeví bezvýchodná. O osvobození a očištění jmen obou mužů se zaslouží Johnnyho snoubenka Sue Waldronová, která najde na panství Longshot Hall Ankaretiny sešity a dopisy dosvědčující, že byla schopná precizně zfalšovat dopis na rozloučenou.

## Kulturní reference
V knize jsou zmíněny některé stavby a literární aj. díla:
- báseň Elegy Written in a Country Churchyard anglického básníka Thomase Graye
- postavy dona Kleofáše a démona Asmodea v románu Kulhavý ďábel francouzského spisovatele Alaina-Reného Lesageho
- téma pohřbení zaživa z příběhů amerického básníka a spisovatele Edgara Allana Poea
- Velká pyramida starověkého egyptského panovníka Cheopse
- egyptské chrámové komplexy Karnak a Abydos
- komplex paláců Alhambra ve španělské Granadě